# الميهي
قرية الميهى هي إحدى القرى التابعة لمركز تمي الأمديد في محافظة الدقهلية في جمهورية مصر العربية. حسب إحصاءات سنة 2006، بلغ إجمالي السكان في الميهى 3608 نسمة، منهم 1858 رجل و1750 امرأة.